# Școala de la Păltiniș

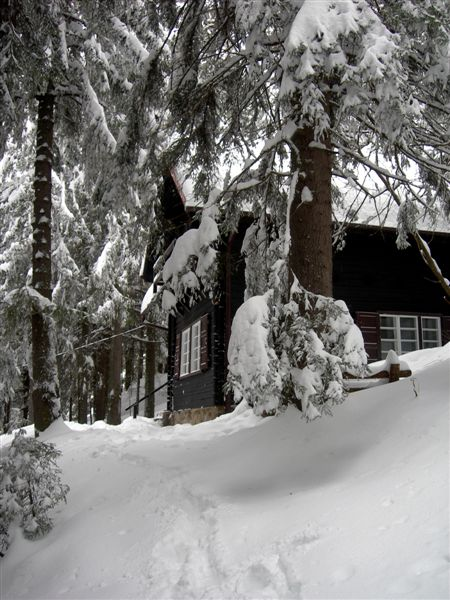
„Vila 12“, cabană turistică din Păltiniș, unde Noica și-a petrecut ultimii ani din viață.

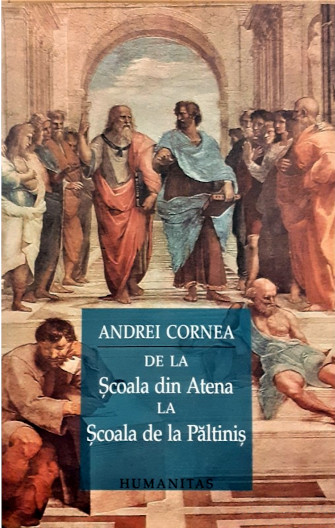
Andrei Cornea, De la Școala din Atena la Școala de la Păltiniș, Humanitas, București, 2004.

Școala de la Păltiniș, inițiată în anii 1970 de filozoful Constantin Noica, este un fenomen cultural și intelectual ce trebuie privit în contextul mai larg al României din acea epocă, când filozofia devenise „instrument al luptei de clasă“, deci se afla captivă, după cel de-al Doilea Război Mondial, ideologiei Partidului Comunist, impusă în tot estul Europei prin dominația Uniunii Sovietice. A fost „un episod crucial în devenirea dramatică a unei culturi care a fost arestată, cenzurată, fracturată, ideologic colonizată, în mare parte interzisă și expusă hemoragiei valorilor în comunism.“ Decenii la rând, în România, „tot ceea ce se abătea de la litera filozofiei oficiale nu era doar nepublicabil, dar și interpretat ca un act de opoziție politică.“ 
La începutul anilor 1970, Constantin Noica (născut în 1909 și consacrat ca autor încă din perioada interbelică) a reunit în jurul său tineri discipoli interesați de studiul filozofiei, mai întâi la București, iar apoi – o dată cu retragerea sa la voluntară în stațiunea montană Păltiniș, din apropierea Sibiului – întâlnirile au devenit perioade de „cantonament cultural“  în care se desfășurau seminarii private, axate pe analiza și interpretarea textelor fundamentale ale filozofiei occidentale. Se punea accent pe ideea unei „culturi majore“, bazată pe înțelegerea profundă a marilor idei ale umanității. De asemenea, aveau loc numeroase discuții, atât sistematice, cât și libere, asupra filozofiei contemporane.
Constantin Noica își dorise încă din tinerețe să întemeieze o școală de filozofie în care „să nu se predea nimic“, și în care tot ceea ce trebuie dăruit altora sunt „stări de spirit, nu sfaturi, nu învățături“. Cele mai multe dintre dezideratele sale în această direcție sunt consemnate în Jurnalul filozofic publicat 1944: 
„Visez o școală în care să nu se predea, la drept vorbind, nimic. Să trăiești liniștit și cuviincios, într-o margine de cetate, iar oamenii tineri, câțiva oameni tineri ai lumii, să vină acolo spre a se elibera de tirania profesoratului. Căci totul și toți dau lecții. Totul trebuie învățat pe din afară și pe dinafară, iar singurul lucru care le e îngăduit din când în când e să pună întrebări. Dar nu vedeți că au și ei de spus ceva, de mărturisit ceva? Și nu vedeți că noi nu avem întotdeauna ce să le spunem? Suntem doar mijlocitori între ei și ei înșiși… Stări de spirit, asta trebuie dat altora; nu conținuturi, nu sfaturi, nu învățături.“
Imediat după război, Noica se instalează într-o casă situată în pădurea Andronache, lângă București, unde își invită prietenii la lecturi comune, audiții muzicale, cu gândul de a crea o atmosferă propice punerii pe picioare a mai multor proiecte culturale. 
Începând cu anul 1949 este însă plasat de autoritățile comuniste cu domiciliu obligatoriu în micul oraș Câmpulung Muscel, unde va sta până la arestare, în 1958. Chiar și acolo, în condiții de restricții severe privind contactele umane, își creează un cerc de prieteni, printre care Alexandru Paleologu (ascuns sub numele fals de „Ion Crăifăileanu“), Mihai Rădulescu etc.
La ieșirea din închisoare, în 1964, de îndată ce își găsește un loc de muncă și se reîntremează fizic, Noica reia „gândul Școlii“, care capătă pentru el forța unei obsesii. Este convins, ca și înainte, că „înțelepciunea nu e ceva care se învață, e ceva care se trezește. De aceea, o școală de înțelepciune e posibilă.“
Așezarea la Păltiniș se petrece după mai multe căutări ale unui loc de recluziune în Mărginimea Sibiului (locuiește o vreme la Cisnădie). La sugestia lui Aurel Cioran, vizitează Păltinișul, o stațiune mai puțin frecventată de turiști, unde își poate închiria o odaie în regim hotelier în „vilele“ turismului de stat și unde – după mai multe sejururi – se hotărăște să se stabilească începând cu 1975. De acum înainte, seminariile private ținute în București se transformă în călătorii culturale la Păltiniș, cu program strict de studiu, de discuții, de plimbări.
Se poate spune așadar că Școala de la Păltiniș a fost o academie în sens platonic, de vreme ce „dialogul în libertate, creator și formator [...] a constituit esența școlii.“ (Andrei Cornea) Pentru Sorin Vieru, de pildă, „Păltinișul a fost locul privilegiat al unor delectabile petreceri de idei, al unor discuții înflăcărate despre cărți și despre viața ideilor, unde se dezbăteau lucrări și proiecte de viitor ale protagoniștilor.“ Locul retras din stațiunea de munte prilejuia desprinderea de lumea a micului grup din jurul lui Constantin Noica, și totodată distanțarea față de ideologia oficială: 
„Pe fondul cetății grecești, comunitățile filozofice marcau un contrast, un altceva, un «afară». […] Grupul de la Păltiniș regăsea, firesc, aceeași atmosferă. Pe fondul plumburiu al regimului totalitar, el apărea ca un contrast chiar mai puternic, un «afară» mai uimitor decît cel din lumea veche. Vibrația pe care Jurnalul a stîrnit-o în publicul românesc se datorează în mare parte acestui contrast abrupt. La Păltiniș, unde studiul în comun avea căldura vieții, o exigență intelectuală foarte ascuțită se îmbina cu o disciplină nesilită, fermecătoare, tot atît de formativă pe cît informală. Ce putea fi mai diferit față de instituțiile opresive și mincinoase ale comunismului? Față de instituția încarcerării ideologice?“
Noica țintea, prin efortul să formator, ridicarea discipolilor la „cultura de performanță“. A pledat (desigur fără succes) în fața autorităților vremii pentru crearea condițiilor în care tineri dotați să poată beneficia (precum fotbaliștii, care pe atunci erau angajați la stat) de un statut special la locul de muncă, care să le lase timp pentru „isprăvi culturale“. În acest sens a și redactat un manifest intitulat Cei 22 și cultura de performanță (versiunea audio), unde pornește de la o apreciere probabilistică spre a afirma că există potențial uman pentru proiecte culturale de anvergură: 
„Este probabil că în sânul celor 22 milioane de români din ceasul de față se află douăzeci și doi de tineri – adică unul la un milion – cu o înzestrare absolut excepțională.“
Ca și Platon, Constantin Noica credea așadar în posibilitatea formării unei elite intelectuale, care să exercite mai devreme sau mai târziu (în funcție de ocaziile oferite de istorie) un rol în transmisia culturală, peste epocile – ca aceea în care și-a trăit a doua parte a vieții sale – în care gândirea liberă a fost pur și simplu interzisă, exilată din viața publică de ingerințele ideologice. În concepția sa, „învestirea minților excepționale, dublate de caractere alese, cu răspunderi nelimitate față de colectivitate ar promova, într-un mod incomparabil, nu numai cultura și creativitatea, dar și cinstea, omenia și generozitatea. Afirmarea persoanei ar deveni astfel posibilă prin alții «până la pierderea de sine în alții», reprezentând «acel Unu multiplu, visat de gânditorii greci». (Mircea Flonta)
La Păltiniș, principalii săi elevi au fost Gabriel Liiceanu și Andrei Pleșu, mai ales până în 1983, când apare Jurnalul de la Păltiniș. De la acest moment, datorită succesului cărții, începe să fie vizitat de tineri din toată țara, iar cercul celor pe care îi îndrumă – fie că se vor ocupa sau nu cu filozofia – se lărgește considerabil. Constantin Noica a fost apropiat de numeroase personalități ale vremii, fie ca discipoli, fie ca interlocutori în dialogurile sale filozofice. Printre aceștia se numără: Alexandru Dragomir, Alexandru Paleologu, Sorin Vieru, Petru Creția, Marin Tarangul, Alexandru Surdu, Radu Gabriel Pârvu, Victor Ieronim Stoichiță, Andrei Cornea, Francisca Băltăceanu, George Purdea, Vasile Dem. Zamfirescu, Thomas Kleininger, Radu Bercea, Ioan Ică jr. etc. 
Noica a murit în luna decembrie a anului 1987, doar cu un an și ceva înainte ca sistemul comunist din țările Europei de est să se prăbușească. Activitatea prodigioasă în plan cultural a „elevilor“ săi după anul 1990 – înființarea de instituții culturale, activitatea universitară și civică, răspândirea culturii democratice în societatea românească – poate fi privită ca o dovadă a faptului că proiectul Școlii nu a fost unul utopic, ci, raportat la conjuncturile istorice neprielnice, o încercare de a păstra continuitatea gândirii libere. Singularitatea acestei încercări nu a rămas neremarcată și – cu toate că anumite puncte de vedere ale exegezei au fost critice cu privire la un aspect sau altul al „culturalismului“ său – în general a fost acceptat faptul că influența lui Constantin Noica asupra epocii de după dispariția sa, în primii ani de libertate după 1989, a  fost puternică. Câteva însemnări din Jurnalul de idei, apărut postum, semnalează faptul că Noica era conștient de singularitatea pe care o reprezenta Școala sa, acum înfăptuită. El notează: „Dacă trebuie să cred pe alții, eu n-am avut nevoie de Cambridge și Princeton. Am inventat Păltinișul!”

## „Jurnalul de la Păltiniș“
Experiența acestor întâlniri a fost descrisă de Gabriel Liiceanu în Jurnalul de la Păltiniș, carte apărută în anul 1983 și care a avut un ecou considerabil în lumea culturală românească. H. R. Patapievici evocă astfel impactul cărții:  „Jurnalul de la Păltiniș a irupt în cercul meu de prieteni, în toamna lui 1983, cu forța unei explozii. Dima Bicleanu, care a citit primul cartea, mi-a telefonat entuziast: „Marxismul a murit! Noica l-a înlocuit cu Școala ateniană.“ Ca toți oamenii ținuți sub teasc, și noi aveam percepțiile dilatate de regula lui „simț enorm și văz monstruos“. În săptămînile următoare, cînd [...] citeam, à tour de rôle, din cartea lui Gabriel Liiceanu, ni se părea că avem în față un fragment redescoperit din Diogenes Laertios, Viețile și doctrinele filosofilor. Sentimentul nostru era că școala filosofică închisă de Iustinian la Atena în 529 fusese redeschisă de Noica la noi, în plină hegemonie marxistă. Eram entuziasmați și înfiorați.“ Cartea era în parte o consemnare fidelă a vorbelor lui Noica, și a fost urmată de o bogată corespondență, adunată în volumul intitulat Epistolar.

## În prezent
În anul 2000, Fundația Humanitas-Aqua Forte a achiziționat și a reabilitat „Vila 12“, locul în care Constantin Noica  și-a petrecut, la Păltiniș, ultimii patru ani din viață. Scopul acestei inițiative a fost de a oferi un spațiu dedicat tinerilor cercetători în filozofie (doctoranzi, studenți, profesori), pentru a continua activitatea culturală în această stațiune montană. „Odaia cu balcon“, încăperea în care a locuit Noica, a fost păstrată neschimbată și a rămas deschisă vizitatorilor. În prezent, cunoscută sub numele de „Cabana Noica“, aceasta a devenit „o casă de creație în filozofie“, care funcționează neîntrerupt din anul 2005. Pe placa din fața cabanei, alături de informații istorice, este inscripționat: 
„În Jurnalul de idei, Noica scrie: «În ultimă instanță, asta înseamnă cultura: îți chemi prietenii, văzuți sau nevăzuți, și faci cu ei castele». Aici, la Păltiniș, «la 4000 de picioare deasupra omenirii», Noica și-a inventat propriul castel. În el vin acum și lucrează tineri doctoranzi în filozofie care, pe urmele sale, sunt dispuși să facă o sărbătoare din fiecare zi a vieții lor.“
De-a lungul anilor, sejururile tinerilor cercetători și călătoriile culturale ale studenților la filozofie s-au realizat cu sprijinul Fundației Humanitas - Aqua Forte. Aceste inițiative au dus, în timp, la o producție culturală semnificativă - incluzând ediții, traduceri, cărți de autor, studii și articole - reunite sub titlul  „Cărți născute în Păltiniș“.
În anul 2022, Editura Humanitas a achiziționat cabana învecinată cu „Cabana Noica“, cu scopul de a extinde acest „hub cultural“ deja consacrat. Noul imobil se află în curs de reabilitare și amenajare, după proiectul arhitectului brașovean Johannes Bertleff, cu sprijinul Dedeman.